# Кетотифен
Кетотифен — синтетичний препарат, що є похідним піперидину. Належить до антигістамінних препаратів і має властивості стабілізатора мембран опасистих клітин. Препарат застосовується перорально та місцево.

## Фармакологічні властивості
Кетотифен — синтетичний препарат, що є похідним піперидину та належить до групи антигістамінних препаратів та стабілізаторів мембран опасистих клітин. Механізм дії препарату полягає у неселективному блокуванні Н1-рецепторів гістаміну, гальмуванні виділення гістаміну та інших медіаторів запалення із базофілів та опасистих клітин. Кетотифен також інгібує фермент фосфодіестеразу, що призводить до підвищення рівня цАМФ у опасистих клітинах, таким чином стабізуючи мембрани опасистих клітин. Кетотифен пригнічує сенсибілізацію еозинофілів рекомбінантними цитокінами та знижує їх міграцію та накопичення у вогнищах запалення, а також їх активацію та дегрануляцію. Кетотифен має здатність пригнічувати гіперреактивність бронхів та запобігати розвитку бронхоспазму без бронходилятуючого ефекту. Кетотифен неефективний при гострих приступах бронхіальної астми, а лише попереджує їх появу та скорочення їх тривалості та інтенсивності. Клінічний ефект при застосуванні кетотифену розвивається повільно, що зумовлює тривалий період його застосування (щонайменше 3 тижні).< При місцевому застосуванні при кон'юнктивіті кетотифен має здатність блокувати гістамінові рецептори у кон'юнктиві та сприяє швидкому зменшенню симптомів алергічного кон'юнктивіту. Кетотифен може зменшувати вираженість болю при синдромі подразненого кишечнику. Кетотифен проходить через гематоенцефалічний бар'єр та має помірний седативний ефект.

### Фармакокінетика
Кетотифен добре всмоктується у шлунково-кишковому тракті, але біодоступність препарату складає лише 50% у зв'язку з ефектом першого проходження через печінку. Максимальна концентрація у крові досягається протягом 2—4 годин. Кетотифен добре зв'язується з білками плазми крові. Кетотифен проходить через гематоенцефалічний бар'єр. Кетотифен проходить через плацентарний бар'єр та виділяється в грудне молоко. Метаболізується препарат у печінці з утворенням переважно неактивних метаболітів. Виводиться кетотифен із організму переважно нирками у вигляді метаболітів. Виведення препарату двофазне, у першій фазі період напіввиведення складає 3—5 годин, у другій фазі — 21 годину.

## Показання до застосування
Кетотифен застосовується для профілактичного лікування бронхіальної астми, для лікування астматичного бронхіту, полінозу, гострої та хронічної кропив'янки, атопічного дерматиту, алергічного риніту; місцево у вигляді очних крапель застосовується для лікування алергічного кон'юнктивіту.

## Побічна дія
При застосуванні кетотифену можуть спостерігатися наступні побічні ефекти:
- Алергічні реакції — дуже рідко (менше 0,01%) синдром Стівенса-Джонсона, багатоформна ексудативна еритема, шкірні алергічні реакції.
- З боку травної системи — часто (1—10%) сухість у роті, нудота, блювання, болі в животі, закреп, підвищення апетиту; дуже рідко (менше 0,01%) гепатит.
- З боку нервової системи — часто (1—10%) сонливість та седативний ефект, запаморочення, підвищена втомлюваність, сповільнення швидкості реакції; рідко (0,01—0,1%) збудження, дратівливість, неспокій, судоми (усі ці побічні явища — частіше у дітей).
- Інші побічні ефекти — часто (1—10%) збільшення маси тіла; дуже рідко (менше 0,01%) цистит, потемніння сечі.
- Місцеві реакції — при застосуванні очних крапель місцеві алергічні реакції, гіперемія кон'юнктиви, печія в очах, свербіж та висипання на повіках, кератит, мідріаз.
- Зміни в лабораторних аналізах — дуже рідко (менше 0,01%) тромбоцитопенія, підвищення активності ферментів печінки.

## Протипокази
Кетотифен протипоказаний при підвищеній чутливості до препарату. Кетотифен не рекомендований для застосування під час вагітності та годування грудьми. Кетотифен не застосовується у дітей молодших 6 місяців. З обережністю застосовують препарат при епілепсії та печінковій недостатності.

## Форми випуску
Кетотифен випускається у вигляді капсул та таблеток по 0,001 г; 0,02% сиропу у флаконах по 100 та 200 мл та очних крапель по 5 мл 0,025% у флаконах.